# Lapos
Lapos (szlovákul: Lopúchov) község Szlovákiában, az Eperjesi kerület Bártfai járásában.

## Fekvése
Bártfától 25 km-re délkeletre, a Tapolytól nyugatra fekszik.

## Története
1345-ben említik először. 1773-ban „Lappos” illetve „Lopuchow”, 1786-ban „Lapposch” és „Lopuchow” néven találjuk.
A 18. század végén Vályi András így ír róla: „LAPOSFALVA. Labuhok. Tót falu Sáros Várm. földes Urai több Uraságok, lakosai katolikusok, és evangelikusok, fekszik Magyar Raszlavitzának szomszédságában, mellynek filiája, határja is hozzá hasonlító.”
1808-ban „Lapos”, „Laposfalva” alakban szerepel az írott forrásokban.
Fényes Elek 1851-ben kiadott geográfiai szótárában így ír a faluról: „Lapos, Lopochuw, tót falu, Sáros vmegyében, M. Raczlavicz fil. 122 kath., 168 ev., 21 zsidó lakos. Evang. temp. F. u. többen. Ut. p. Bártfa 2 1/4 óra.”
A trianoni diktátum előtt Sáros vármegye Girálti járásához tartozott.

## Népessége
| Év:            | 1994. | 2004.   | 2014.   | 2024.   |
| -------------- | ----- | ------- | ------- | ------- |
| Emberek száma: | 320   | 321     | 328     | 311     |
| Eltérés:       |       | +0,31 % | +2,18 % | -5,18 % |

| Év:            | 2023. | 2024.   |
| -------------- | ----- | ------- |
| Emberek száma: | 307   | 311     |
| Eltérés:       |       | +1,30 % |

1910-ben 247, túlnyomórészt szlovák lakosa volt.
2001-ben 321 lakosából 319 szlovák volt.
2011-ben 327 lakosából 321 szlovák.

## Neves személyek
- Itt született 1830-ban Szekcső Tamás okleveles mérnök, a pozsonyi evangélikus líceum tanára, dalszerző

## Nevezetességei
- A Rózsafüzéres Szűz Mária tiszteletére szentelt római katolikus temploma.
- Evangélikus temploma.